# 방의석
방의석(方義錫, 1895년 10월 19일 ~ 1958년 10월 22일)은 일제강점기의 기업인이며 조선총독부 중추원 참의도 지냈다.

## 생애
함경남도 북청군 출신이다. 고향에서 사립학교인 극명학교를 졸업하고 포목상을 운영한 것을 시작으로 점차 큰 부를 쌓아 '조선의 자동차왕'으로 불리면서 함경남도 지역을 대표하는 큰 부자가 되었다.
1920년대부터 자전거, 목재 판매업, 무역업, 운수업, 전기업, 금광업 등을 경영하였고, 기업인으로서 뛰어난 수완을 보였다. 빈 손으로 시작하여 자수성가형 갑부가 된 인물로서, 과묵하면서도 호방한 성품을 갖추었다는 평이 남아 있다. 함경남도 도회의원과 북청읍 읍회의원을 역임하며 지역의 유지로도 활동하였다.
중일 전쟁 발발 후 전쟁 지원에 특히 적극적인 모습을 보였다. 방의석은 고사기관총을 헌납하고 부인은 애국부인회에 거금을 기부하여 특별유공상을 받았으며, 70대인 어머니까지 애국부인회에 가입해 기부금을 내는 등 온 가족이 일제에 가담했다는 평가를 받았다. 시중회를 비롯하여 국민총력조선연맹, 흥아보국단, 조선임전보국단과 같은 단체에도 빠짐 없이 가담했다.
공공사업에 사재를 많이 희사하여 여러 차례 상훈을 받은 바 있으며, 1935년에 총독부가 편찬한 《조선공로자명감》에는 조선인 공로자 353명 중 한 명으로 수록되어 있다. 함흥보호관찰소 촉탁으로 정치범을 감시하는 보호관찰사로 근무했으며, 전쟁 기간 중 중추원 참의로 발탁되었다. 1945년에 태평양 전쟁이 종전되는 시점까지 중추원 참의로 재직 중이었다.
중추원 참의직을 맡은 것 외에도 군수업체인 조선비행기공업주식회사의 이사를 지냈고, 일본군에게 비행기를 두 대나 헌납하고 거액의 국방헌금을 내는 등 일제 강점기 말기의 친일 행적이 매우 뚜렷한 편이다. 1949년에 반민족행위처벌법에 따라 반민특위에 체포되었으나, 곧 병보석으로 풀려난 뒤 반민특위가 와해되면서 처벌은 받지 않았다.

## 사후
2002년 발표된 친일파 708인 명단 중 중추원, 군수산업, 기타의 세 분야와 2008년 공개된 친일인명사전 수록예정자 명단 중 중추원, 친일단체, 경제의 세 분야에 중록 선정되었다. 2009년 친일반민족행위진상규명위원회가 발표한 친일반민족행위 705인 명단에도 포함되었다.

## 같이 보기
- 조선총독부 중추원
- 시중회
- 조선임전보국단

## 참고 자료
- 방의석(方義錫) - 국사편찬위원회